# Hydrangea stylosa
Hydrangea stylosa là một loài thực vật có hoa trong họ Tú cầu. Loài này được Hook. f. & Thomson mô tả khoa học đầu tiên năm 1857.